# Camping sauvage (film, 2004)
Pour les articles homonymes, voir Camping sauvage (homonymie).
Pour plus de détails, voir Fiche technique et Distribution.
Camping sauvage est un film québécois réalisé par Sylvain Roy et Guy A. Lepage et mis en scène par André Ducharme, sorti en 2004. Il met en vedette Sylvie Moreau et Guy A. Lepage dans les rôles principaux.

## Synopsis
À la suite d'un événement impliquant la police et la justice, Pierre-Louis Cinq-Mars, un courtier taciturne, se voit relooké et renommé Marcel Paquette par le programme de protection des témoins de la police et doit se réfugier au Camping Pigeon, royaume rose bonbon où le kitsch est roi. Il y fait la rencontre de Jackie Pigeon, la propriétaire colorée du camping, avec laquelle il se retrouve au cœur d'une aventure abracadabrante.

## Fiche technique
- Titre : Camping sauvage
- Réalisation : André Ducharme, Guy A. Lepage et Sylvain Roy
- Scénario : Luc Déry, André Ducharme et Yves Lapierre
- Production : Lyse Lafontaine et Tony Roman
- Société de production :Lyla Films et Ciné-Roman inc.
- Musique : Romachandra Bocar
- Costume : Sophie Lefebvre
- Montage : Yves Chaput
- Producteur : Lyse Lafontaine, Guy A. Lepage et Tony Roman
- Format : Couleur
- Langue : français

## Distribution
- Guy A. Lepage : Pierre-Louis Cinq-Mars / Marcel Paquette
- Sylvie Moreau : Jackie Pigeon
- Normand D'Amour : Bruno Bédard
- Benoit Girard : Ange-Albert Pigeon
- Réal Bossé : Serge « Bouton »
- Stéphane Jacques : Barbu
- Yves Pelletier : Scratch
- Emmanuel Bilodeau : Ti-Caille
- Louis Champagne : Brake
- Sylvain Larocque : Snif
- André Ducharme : Miron
- Denis Trudel : Richard
- Vincent Léonard : Motard à palettes
- Sébastien Dubé : Motard barbu
- Dominic Philie : Régis « Marteau » Pilon
- Stéphane Demers : Jean-Marc Roberge
- Bruno Landry : Georges
- Patric Saucier : Fabrice
- Sylvie Léonard : Marise
- Pierre Brassard : Designer du Programme de protection des témoins de la police
- France Parent : Téléphoniste du 911

Auteurs: Yves Lapierre et Luc Déry

## Autour du film
- Il s'agit du premier film réalisé par Guy A. Lepage et a eu beaucoup de succès lors de sa sortie en salle en 2004.
- Pour son rôle, Yves Pelletier s'est laissé pousser la barbe, ce qui a créé dans son entourage quelques remous, ce qui l'inspira pour son deuxième film Le Baiser du barbu.
- Sylvie Léonard, connue pour avoir joué avec Guy A. Lepage dans la série télévisée Un gars, une fille fait une apparition dans le film.
- Les anciens membres du groupe humoristique Rock et Belles Oreilles, dont faisait partie Guy A. Lepage, ont tous un rôle dans le film. Yves Pelletier joue un motard, Bruno Landry joue un campeur, Richard Z. Sirois fait un rôle de figuration et André Ducharme, en plus de jouer un tueur à gages, a aidé à la réalisation.
- Dans la scène où Miron cherche à l'aide d'un ordinateur en quoi Pierre-Louis s'est déguisé, en mettant diverses coiffures, nez et autres sur la photo de Pierre-Louis, on remarque à un certain moment qu'un des résultats affichés est Madame Brossard, le personnage de Guy A. Lepage dans Rock et Belles Oreilles.
- Les acteurs Vincent Léonard et Sébastien Dubé sont plus connus sur la scène humoristique comme étant les Denis Drolet.
- Sylvie Moreau retrouve dans ce film le comédien Réal Bossé avec qui elle a joué entre autres dans la série télévisée jeunesse Dans une galaxie près de chez vous et aussi dans la série télévisée Catherine.